# Чэнцюй (Шаньвэй)
Чэнцю́й (кит. упр. 城区, пиньинь Chéng qū, буквально: «Городской район») — район городского подчинения городского округа Шаньвэй провинции Гуандун (КНР).

## История
Исторически эти земли были частью уезда Хайфэн. Когда постановлением Госсовета КНР от 1 января 1988 года был образован городской округ Шаньвэй, то тем же постановлением южная прибрежная часть уезда Хайфэн была выделена в отдельный Городской район.

## Административное деление
Район делится на 7 уличных комитетов и 3 посёлка.